# Rosa blanca
Rosa Blanca és una pel·lícula de 1961 dirigida per Roberto Gavaldón amb un argument de B. Traven i protagonitzada per Ignacio López Tarso que va arribar a ser censurada pel govern mexicà. Relata la cobdícia de les corporacions estrangeres (en vespres de l'expropiació petroliera), el seu poc respecte per la dignitat humana en despullar i assassinar la gent, amb "la llei" al seu favor, per a apoderar-se de les seves terres i així capitalitzar l'or negre.

## Sinopsi
És la història d'un pagès habitant de la regió veracruzana, propietari de la hisenda Rosa Blanca on es troba petroli, la qual cosa li ocasiona un conflicte molt seriós amb les companyies petrolieres estatunidenques instal·lades a la zona, ja que aquestes intenten costi el que costi d'apoderar-se de les seves terres malgrat la negativa d'aquest de vendre-les-hi. Durant la trama es desenvolupa una invitació molt cordial per part dels directius de la companyia petroliera als Estats Units on tracten de diferents maneres de convèncer-lo que vengui la hisenda. Com això no succeeix, quan torna a Mèxic, és desaparegut i mai més retorna a casa. Dies després la companyia petroliera pren possessió de la hisenda començant la seva destrucció i la formació del camp petrolier per a l'explotació. La cinta fa referència en la seva seqüència final i amb enfocament documental i històric a l'expropiació petroliera decretada pel llavors president de la república, general Lázaro Cárdenas, el 18 de març de 1938.

## Repartiment
Ignacio López Tarso, Christiane Martel, Reinhold Olszewski, Rita Macedo, Begoña Palacios, Carlos Fernández, John Kelly, Luis Beristáin, Tony Carbajal, Alejandro Ciangherotti, Fernando Wagner, Katherine Welsh, Claudio Brook, George Neale, Pedro Galván, Eugenio Rossi, David Reynoso, Aurora Clavel, José Torvay, Enrique Lucero.

## Antecedents
El 1961, durant el mandat presidencial de Adolfo López Mateos l'equip creatiu conformat per Roberto Gavaldón i B. Traven (autor de Macario, Canasta de cuentos mexicanos, i altres obres costumistes), va decidir fer una polèmica cinta- basada en una novel·la del propi Traven, La Rosa Blanca.
Adaptada al cinema per Emilio Carballido i el propi Gavaldón, no van voler errar-li a l'èxit i de nou van cridar a l'extraordinari actor Ignacio López Tarso per a filmar aquesta història situada uns anys abans, i just en un dels moments històrics més importants de Mèxic: l'expropiació del petroli de 1938.
Rosa Blanca va córrer amb la mateixa sort (és a dir, censura) que altres pel·lícules que mostraven la part de la realitat i tocava fibres sensibles en l'àmbit polític -i aquesta en particular- que ensenyava com les companyies petrolieres explotaven als petits propietaris a Mèxic. Per aquesta raó la pel·lícula seriosa estrenada en 1972.

## Premis
En 1973 la cinta va ser nominada a 2 premis Ariel un dels quals li va ser atorgat a Ignacio López Tarso com a millor actor.